# David Werker

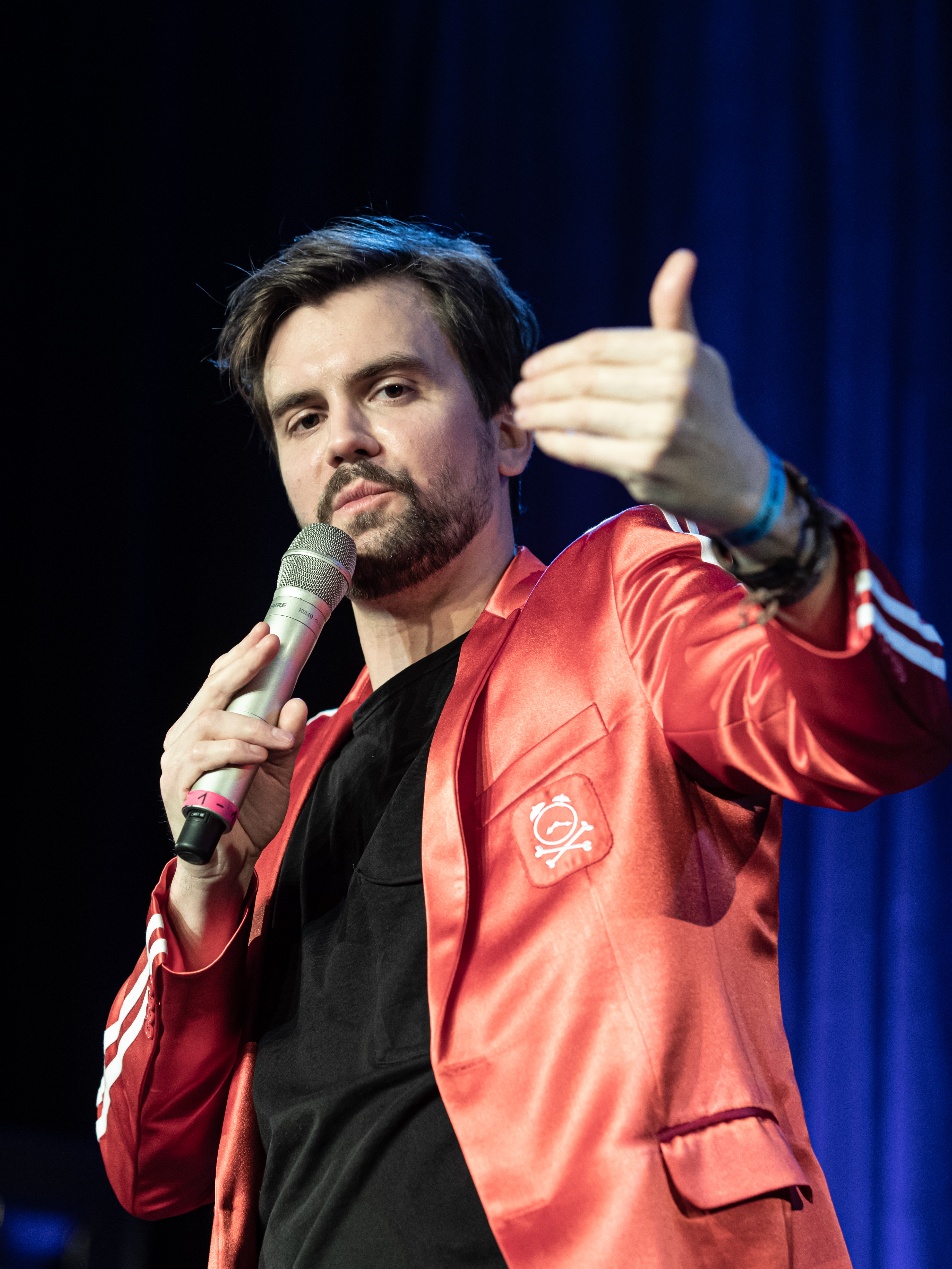
David Werker auf der Kulturbörse Freiburg 2019

David Werker (* 9. August 1985 in Duisburg) ist ein deutscher Comedian.

## Kindheit und Ausbildung
Werker wuchs in Krefeld auf. Nach dem Abitur in Krefeld textete er als Praktikant in einer Werbeagentur in Hamburg. Anschließend ging er nach Siegen und studierte Germanistik.

## Öffentliche Wahrnehmung
Mit seinem Bühnenprogramm Morgens 15.30 Uhr in Deutschland! – Aus dem Leben eines aufgeweckten Studenten tourte Werker ab 2010 durch Deutschland. Ausschnitte daraus wurden im April 2012 auf RTL ausgestrahlt. 2010 erschien das Morgens 15.30 Uhr in Deutschland! – Handbuch für aufgeweckte Studenten bei Langenscheidt und 2011 das Hörbuch dazu. Im Fernsehen war Werker schon als Gast im Quatsch Comedy Club, bei NightWash, TV total, Cindy und die jungen Wilden (bis 2013), der Die RTL Comedy Woche (2012), dem RTL Comedy Adventskalender, Markus Lanz sowie Leute, Leute! (2012) zu sehen. Im Rundfunk hatte er die Radiokolumne Werkerpedia – Das Radioreferat auf 1Live und ebenfalls bei 1Live die Hörsaal-Comedy Tour. Seit 2019 heißt sein Bühnenprogramm Plötzlich seriös?!‘. Seit 2021 macht er Werbespots für Check24.

## Auszeichnungen
- 2006: CampusComedian – Gewinner des Comedy-Wettbewerbs des Unicum-Magazins
- 2007: Quatsch Comedy Club Talentschmiede – Gewinner
- 2009: Bonner Paukenschlag – Jury- und Publikumsauszeichnung
- 2012: Deutscher Comedypreis – Bester Newcomer
- 2014: Jugend kulturell Förderpreis 2014 „Kabarett & Co“, Publikumspreis im Finale und Jurypreis in der Vorentscheidung in Hannover